# Дендропарк «Дендрарій»
Дендропа́рк «Дендра́рій» — дендрологічний парк місцевого значення в Україні. Об'єкт природно-заповідного фонду Івано-Франківської області.
Розташований у межах Косівського району Івано-Франківської області, в південно-східній частині с. Яблунів.
Площа 1,4 га. Статус надано згідно з розпорядженням облвиконкому від 07.07.1972 року № 264. Перебуває у віданні ДП «Кутське лісове господарство» (Яблунівське л-во, кв. 19, вид. 7).
Статус надано для збереження дендрологічного парку, в колекції якого є понад 70 видів інтродукованих видів. Зростають бархат амурський, катальпа гібридна, софора японська, кілька видів горіха тощо. Крім деревних насаджень, є декоративні чагарники.